# Гекон зелений
Зелений гекон (Naultinus elegans) — гекон з роду Зелених геконів підродини Диплодактилінів. Має 2 підвиди.

## Опис
Загальна довжина цього гекона дорівнює 20 см. Тулуб та хвіст має світло-зелене забарвлення з білими, жовтуватими або коричневими плямами у темному обрамленні, які проходять уздовж хребта. Будова тіла струнка. Черево біле або бежеве. У цього гекона вузькі щілиноподібні зіниці, характерні для більшості нічних і сутінкових видів. кінцівки досить тонкі з чіпкими пальцями. Рот усередині синій. 

## Спосіб життя
Зелений гекон живе переважно у густих заростях чагарників, іноді у лісах. В денний час гріється на сонці на листі. Активний вдень Харчується комахами, павуками, дрібними безхребетними.. 
Це живородні гекони. Парування починається наприкінці лютого — на початку березня. У червні - липні самка народжує 2—х цілком сформованих дитинчат, які мають довжину рівну приблизно 1/3 розміру самиці.

## Розповсюдження
Мешкає на Північному острові Нової Зеландії та на кількох прибережних островах. 